# Lijst van voetbalinterlands Bosnië en Herzegovina - Tsjechië (vrouwen)
Deze lijst van voetbalinterlands is een overzicht van alle officiële voetbalinterlands tussen de nationale vrouwenteams van Bosnië en Herzegovina en Tsjechië. De landen hebben tot nu toe twee keer tegen elkaar gespeeld.

## Wedstrijden
| № | Plaats         | Datum           | Competitie                          | Wedstrijd                        | Uitslag |
| - | -------------- | --------------- | ----------------------------------- | -------------------------------- | ------- |
| 1 | Zenica         | 27 oktober 2023 | UEFA Women's Nations League 2023/24 | Bosnië en Herzegovina − Tsjechië | 1 − 0   |
| 2 | Hradec Králové | 31 oktober 2023 | UEFA Women's Nations League 2023/24 | Tsjechië − Bosnië en Herzegovina | 2 − 2   |

## Samenvatting
| Competitie                  | Totaal gespeeld | Winst Bosnië en Herzegovina | Gelijk | Winst Tsjechië | Doelsaldo Bosnië en Herzegovina – Tsjechië |
| --------------------------- | --------------- | --------------------------- | ------ | -------------- | ------------------------------------------ |
| UEFA Women's Nations League | 2               | 1                           | 1      | 0              | 3 − 2                                      |
| Totaal                      | 2               | 1                           | 1      | 0              | 3 − 2                                      |